# Juan Luis Rodriguez Sibaja
Juan Luis Rodriguez Sibaja est un artiste plasticien costaricien, né à San José en 1934.

## Biographie
Il commence sa formation en 1950, au Costa Rica, sous la direction de Maria Esquivel et du peintre Luccio Ranucci.

En 1960, il suit une formation à la gravure sur métal à l'École des Beaux-Arts de Paris. En 1961, avec le soutien de l'Unesco il étudie à l'Académie des Arts libres de La Haye, puis représente le Costa Rica à la IIe biennale de Paris.
Il s'installe ensuite à Paris en 1963, où il épouse Régine Steichen, une sociologue luxembourgeoise, avec laquelle il a une fille.
Comme, outre l'effervescence artistique, il n'est pas resté indifférent à l'effervescence sociale de l'époque, en 1968 il est contraint de résider huit mois en Belgique.
Il retourne avec sa famille au Costa Rica en 1972, où il devient professeur à l'Université. Il y enseigne en particulier la gravure sur métal jusqu'à sa retraite en 1994. Son œuvre est récompensée en 1973 par le prix du Musée national.

## Œuvre
Il expose aux IIIe et IVe biennales de Paris. Dans les années 1960, il présente ses œuvres en Europe (Bonn, Rome, Luxembourg, Bruxelles...), en France (Paris, Ivry, Metz...) et au Costa Rica, dans des expositions personnelles ou collectives.
En 1969, il expose son œuvre emblématique et éphémère, «El Combate», lors de la VIe biennale de Paris au Palais de Tokyo. Il s'agit de sculptures de glace colorée en rouge, placées dans un ring dont les cordes sont remplacées par du fil barbelé. En fondant, les sculptures représentent le sang des combattants. Cette œuvre se présente comme une parabole de la vie, de tout le monde, de toutes classes et milieux. L'installation est documentée par les photographies de Pierre Delebart et Denis Nidzkorski.
Il participe à de nombreuses expositions internationales. En 1996, il représente le Costa Rica à la XXIIIe biennale de São Paulo, au Brésil, avec son œuvre «La Pyramide» (Combate n° 2).
Il a également publié un roman, Los amores del Diablo, en 1995.
En 2020, il est le lauréat du Premio Nacional de Cultura Magón au Costa Rica, «pour son travail artistique dans différents formats et moyens d'expression, visuels et littéraires […], pour avoir été le premier artiste à exposer une installation dans une biennale internationale. Pour son rôle d'éducateur créatif et artistique, ainsi que pour avoir introduit la technique de la gravure sur métal à l'université du Costa Rica et à l'université nationale. Pour sa capacité de recherche et d'innovation constante dans ses propositions esthétiques d'art éphémère, comme ses sculptures sur l'île de Corse, reproduites à Cocles et réalisées avec des matériaux apportés par la mer.
Parce qu'il est considéré comme l'un des derniers artistes importants d'une génération qui a donné naissance à la contemporanéité et introduit le conceptualisme dans l'art costaricien.».